# Ya‘ar HaMalakhim
Ya‘ar HaMalakhim (hebreiska: יער המלאכים) är en skog i Israel.   Den ligger i distriktet Södra distriktet, i den centrala delen av landet.